# Andreas Pereira
Andreas Pereira (Duffel, 1996. január 1. –) brazil válogatott labdarúgó, emellett rendelkezik belga állampolgársággal is. A Fulham középpályása.

## Pályafutása

### Manchester United

#### Kezdeti évek
Andreas Pereira Duffel városában, Belgiumban született és a közeli Lommel Unitedban kezdte pályafutását. Apja, Marcos Pereira szintén profi labdarúgó. 2005-ben a holland PSV Eindhoven igazolta le, majd a 2011-es Premier Cup-on olyannyira lenyűgözte a Manchester United játékosmegfigyelőit, hogy novemberben szerződtette az angol klub.
Az angol szabályok szerint 16 születésnapja előtt nem írhatott alá semmilyen szerződést, így 2012 áprilisában debütált hivatalosan a klub színeiben, az U18-as csapatban. Érdekesség, hogy bemutatkozó mérkőzése a Sheffield Wednesday ellen április 25-én csak 35 percig tartott a heves esőzések miatt.  Abban az évben még kétszer kapott lehetőséget a 18 évesek között.
2012 júliusában új szerződést írt alá és az ifjúsági akadémia tagja lett. A 2012-13-as idényben húsz bajnokin öt gólt szerzett, és a tartalékcsapatban is bemutatkozhatott. Ne sokkal 17. születésnapja után, 2013. január 7-én megkapta első profi szerződését. A 2013-14-es szezonban részt vett a Milk Cup-on és az FA Youth Cup küzdelmeiben, ahol a United 21 éven aluli csapata egészen a döntőig jutott, a bajnokságban pedig a 3. helyet szerezték meg.

#### 2014-2015
Azután, hogy a 2014-15-ös szezonban az U21-es csapattal ezüstérmet szerzett a Manchester Senior Cup-on, három héttel később a ligakupában pályára lépett a felnőttek között is. Saidy Janko cseréjeként egy félidőt játszott a Milton Keynes Dons ellen.  2015. március 15-én a Tottenham ellen bemutatkozhatott a Premier League-ben is, Juan Mata helyére állt be a 78. percben a 3–0-ra megnyert bajnokin.
Május 1-én új, 2018 nyaráig szóló szerződést írt alá. Tizennyolc nap múlva megválasztották a 2014-2015-ös idény legjobb U21-es játékosává.

#### 2015-2016
Az idény előtti felkészülési túrára elvitte magával Louis van Gaal, és július 21-én a San Jose Earthquakes ellen játszott International Champions Cup mérkőzésen góllal hálálta meg a bizalmat. Az idény során négy bajnokin lépett pályára, a Ligakupában 2015. szeptember 23-án megszerezte első gólját is tétmérkőzésen. Szabadrúgásból talált az Ipswich Town kapujába a 3–0-ra megnyert mérkőzésen.

### Granada
2016. augusztus 26-án a spanyol első osztályban szereplő Granada kölcsönjátékosa lett. Két nappal később debütált a spanyol élvonalban; a Las Palmas ellen 5-1-re elveszített bajnokin az 55. percben állt be. Első gólját december 3-án lőtte a Sevilla FC ellen, csapata 2-1-re győzött. 2017. február 6-án győztes gólt szerzett a Las Palmas ellen az Nuevo Estadio de Los Cármenesben. Tizenegy nappal később a Betis ellen is eredményes volt, de a mérkőzésen kiállították és két mérkőzéses eltiltást kapott, klubja pedig 180 euróra büntette.

### Valencia
2017. szeptember 1-jén a Valencia egy évre kölcsönvette a Manchester Unitedtől. Nyolc nappal később, egy 0–0-s hazai döntetlennel debütált az Atlético Madrid ellen, majd október 15-én megszerezte egyetlen gólját a csapat színeiben a Betis elleni 6–3-as győzelem során.

#### 2018-2019
A 2018-2019-es idényt a Manchester Unitednél töltötte. 2019. március 2-án, a Southampton ellen megszerezte első Premier League-gólját. A szezon végén ezt a találatot választották a szezon góljának. Ugyanezen a mérkőzésen gólpasszt adott Romelu Lukakunak. 2019. március 7-én Pereira a kezdőcsapatban kapott szerepet a Paris Saint-Germain elleni bajnokok Ligája nyolcaddöntőben, ahol csapat bravúros teljesítménnyel, kétgólos hátrányból felállva harcolta ki a továbbjutást.

#### 2019-2020
A következő szezonban 25 alkalommal lépett pályára bajnoki találkozón a Manchester Unitedben. Egyetlen gólját a Brighton elleni 3–1-es győzelem során szerezte, 2019. november 10-én.

### Lazio
2020. október 1-jén az olasz élvonalbeli Lazio vette kölcsön a következő szezon végéig, végleges vásárlási opciót is szerezve a brazil középpályás játékjogára. 2020. november 1-jén szerezte első gólját a Serie A-ban a Torino elleni 4-3-as győzelem során. Összesen 26 bajnokin lépett pályára a római csapat mezében.

### Flamengo
2021. augusztus 20-án a brazil Flamengóhoz került kölcsönbe.

### Fulham
2022. július 11-én a Premier Leaguebe frissen feljutó Fulham bejelentette hogy szerződtette a brazil középpályást a Manchester United csapatától 13 millió font ellenében. Pereira egy négy éves szerződést írt alá a londoni klubbal.

### A válogatottban
Andreas Pereira Belgiumban született brazil apa és német anya gyermekeként, így ennek a két országnak a válogatottjában is jogosult lenne a pályára lépésre. Kezdetekben a belga korosztályos csapatokban játszott, az U17-es és U18-as válogatottakban is lehetőséget kapott, majd kijelentette, hogy a "szíve Brazíliáé".
2014-ben már a brazil U20-as válogatott tagja volt, és részt vett a 2015-ös U20-as világbajnokságon, ahol ezüstérmet szerzett.
2018. augusztus 17-én meghívót kapott a brazil felnőtt válogatott keretébe. Szeptember 11-én mutatkozott be a nemzeti csapatban Salvador ellen, a válogatott történetében elsőként, aki nem Brazíliában született.

## Statisztika
2022. július 11. szerint.
| Klub                  | Szezon   | Bajnokság      | Bajnokság | Bajnokság | Kupa | Kupa | Ligakupa | Ligakupa | Nemzetközi | Nemzetközi | Egyéb | Egyéb | Összesen | Összesen |
| Klub                  | Szezon   | Bajnokság      | M.        | G.        | M.   | G.   | M.       | G.       | M.         | G.         | M.    | G.    | M.       | G.       |
| --------------------- | -------- | -------------- | --------- | --------- | ---- | ---- | -------- | -------- | ---------- | ---------- | ----- | ----- | -------- | -------- |
| Manchester United     | 2014–15  | Premier League | 1         | 0         | 0    | 0    | 1        | 0        | —          | —          | —     | —     | 2        | 0        |
| Manchester United     | 2015–16  | Premier League | 4         | 0         | 2    | 0    | 2        | 1        | 3          | 0          | —     | —     | 11       | 1        |
| Manchester United     | 2018–19  | Premier League | 15        | 1         | 3    | 0    | 0        | 0        | 4          | 0          | —     | —     | 22       | 1        |
| Manchester United     | 2019–20  | Premier League | 25        | 1         | 4    | 0    | 5        | 0        | 6          | 1          | —     | —     | 40       | 2        |
| Manchester United     | Összesen | Összesen       | 45        | 2         | 9    | 0    | 8        | 1        | 13         | 1          | 0     | 0     | 75       | 4        |
| Granada (kölcsönben)  | 2016–17  | La Liga        | 35        | 5         | 2    | 0    | —        | —        | —          | —          | —     | —     | 37       | 2        |
| Valencia (kölcsönben) | 2017–18  | La Liga        | 23        | 1         | 6    | 0    | —        | —        | —          | —          | —     | —     | 29       | 1        |
| Lazio (kölcsönben)    | 2020–21  | Serie A        | 26        | 1         | 2    | 0    | —        | —        | 5          | 0          | —     | —     | 33       | 1        |
| Flamengo (kölcsönben) | 2021     | Série A        | 18        | 5         | 3    | 0    | —        | —        | 3          | 0          | —     | —     | 24       | 5        |
| Flamengo (kölcsönben) | 2022     | Série A        | 13        | 2         | 1    | 0    | —        | —        | 7          | 1          | 8     | 0     | 29       | 3        |
| Flamengo (kölcsönben) | Összesen | Összesen       | 31        | 7         | 4    | 0    | 0        | 0        | 10         | 1          | 8     | 0     | 53       | 8        |
| Fulham                | 2022-23  | Premier League | 0         | 0         | 0    | 0    | 0        | 0        | 0          | 0          | 0     | 0     | 0        | 0        |
| Összesen              | Összesen | Összesen       | 160       | 16        | 23   | 0    | 8        | 1        | 28         | 2          | 8     | 0     | 227      | 19       |

### A válogatottban
2018. szeptember 11. szerint.
| Válogatott | Év       | Pályára lépés | Gól |
| ---------- | -------- | ------------- | --- |
| Brazília   | 2018     | 1             | 0   |
| Összesen   | Összesen | 1             | 0   |

## Sikerei, díjai
Manchester United
- FA-kupa-győztes (1): 2016

Brazília U20
- világbajnoki ezüstérmes (1): 2015